# Calvin T. Hulburd

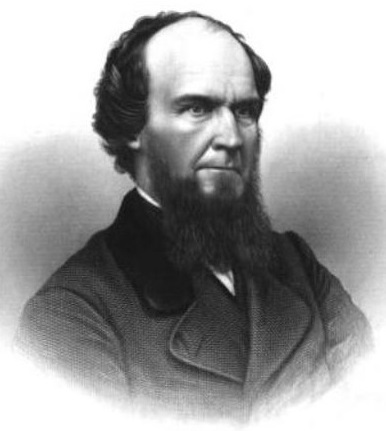
Calvin Tilden Hulburd

Calvin Tilden Hulburd (* 5. Juni 1809 in Stockholm, New York; † 25. Oktober 1897 in Brasher Falls, New York) war ein US-amerikanischer Jurist und Politiker. Zwischen 1863 und 1869 vertrat er den Bundesstaat New York im US-Repräsentantenhaus.

## Leben
Calvin Tilden Hulburd wurde ungefähr drei Jahre vor dem Ausbruch des Britisch-Amerikanischen Krieges in Stockholm im St. Lawrence County geboren. Er schloss seine Vorstudien ab und graduierte am Middlebury College in Vermont. Dann ging er auf die Yale College Law School. Seine Zulassung als Anwalt erhielt er 1833. Er saß zwischen 1842 und 1844 sowie im Jahr 1862 in der New York State Assembly. Politisch gehörte er der Republikanischen Partei an.
Bei den Kongresswahlen des Jahres 1862 für den 38. Kongress wurde Hulburd im 17. Wahlbezirk von New York in das US-Repräsentantenhaus in Washington, D.C. gewählt, wo er am 4. März 1863 die Nachfolge von Socrates N. Sherman antrat. Er wurde zwei Mal in Folge wiedergewählt. Da er auf eine erneute Kandidatur im Jahr 1868 verzichtete, schied er nach dem 3. März 1869 aus dem Kongress aus. Als Kongressabgeordneter hatte er den Vorsitz über das Committee on Public Expenditures (38. bis 40. Kongress).
Nach seiner Kongresszeit war er Superintendent of Construction im New York Post Office. Am 25. Oktober 1897 verstarb er in Brasher Falls und wurde dann auf dem Fairview Cemetery beigesetzt.